# Guerre hungaro-roumaine de 1919
Guerre hungaro-roumaine peut désigner l'un des trois conflits armés ayant opposé la Hongrie et la Roumanie au XXe siècle : le front hungaro-roumain de la Première Guerre mondiale, la guerre contre la République des conseils de Hongrie en 1919 et le front roumain de la Seconde Guerre mondiale. Cet article ne concerne que la guerre menée du 15 avril au 2 août 1919 par la coalition anticommuniste des troupes roumaines, tchécoslovaques, serbes et françaises (Armée d'Orient dans le Banat et Armée du Danube en Transylvanie) épaulées par les conservateurs antibolchéviks hongrois de Gyula Peidl et Miklós Horthy.

## Contexte régional

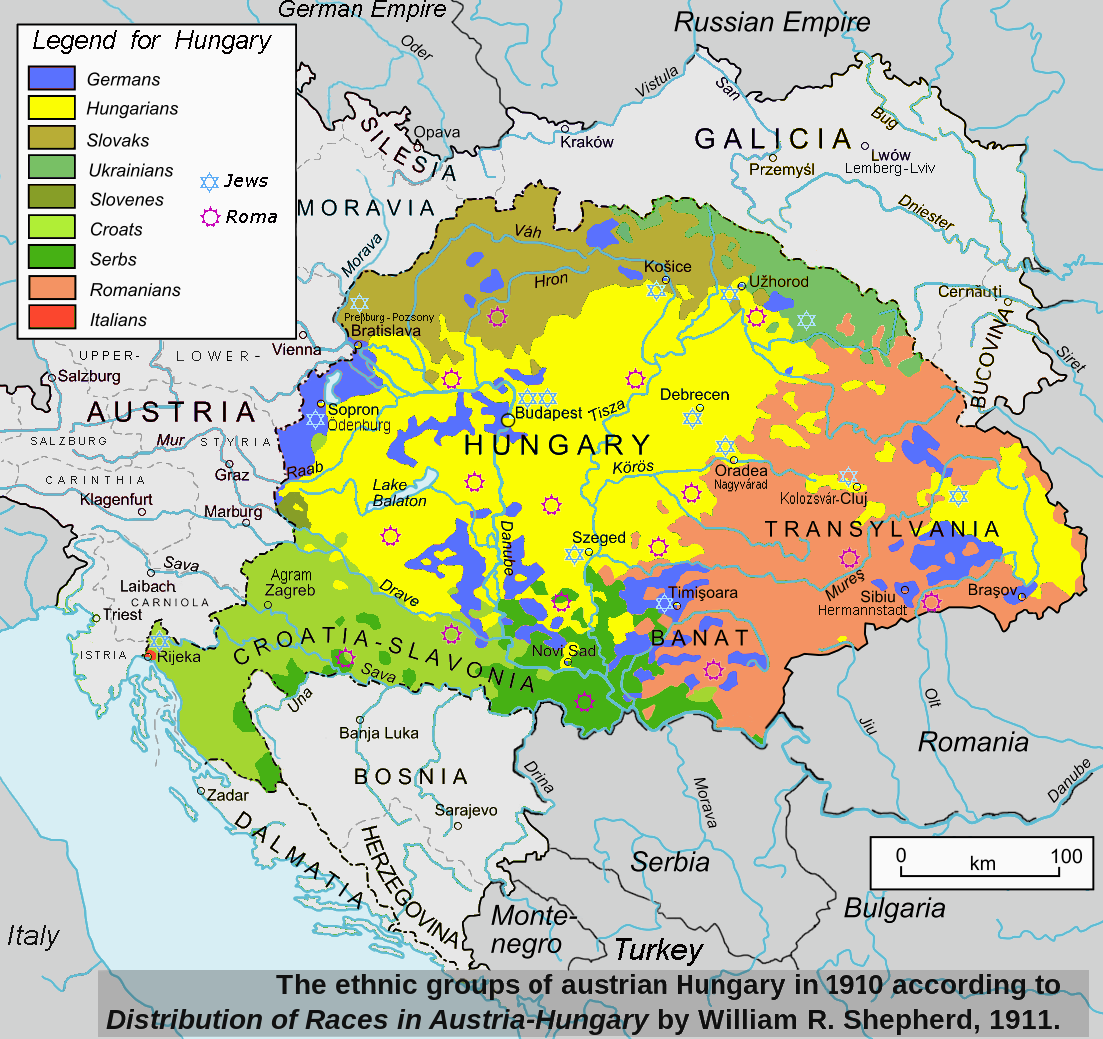
Groupes ethno-linguistiques du royaume de Hongrie en 1910.

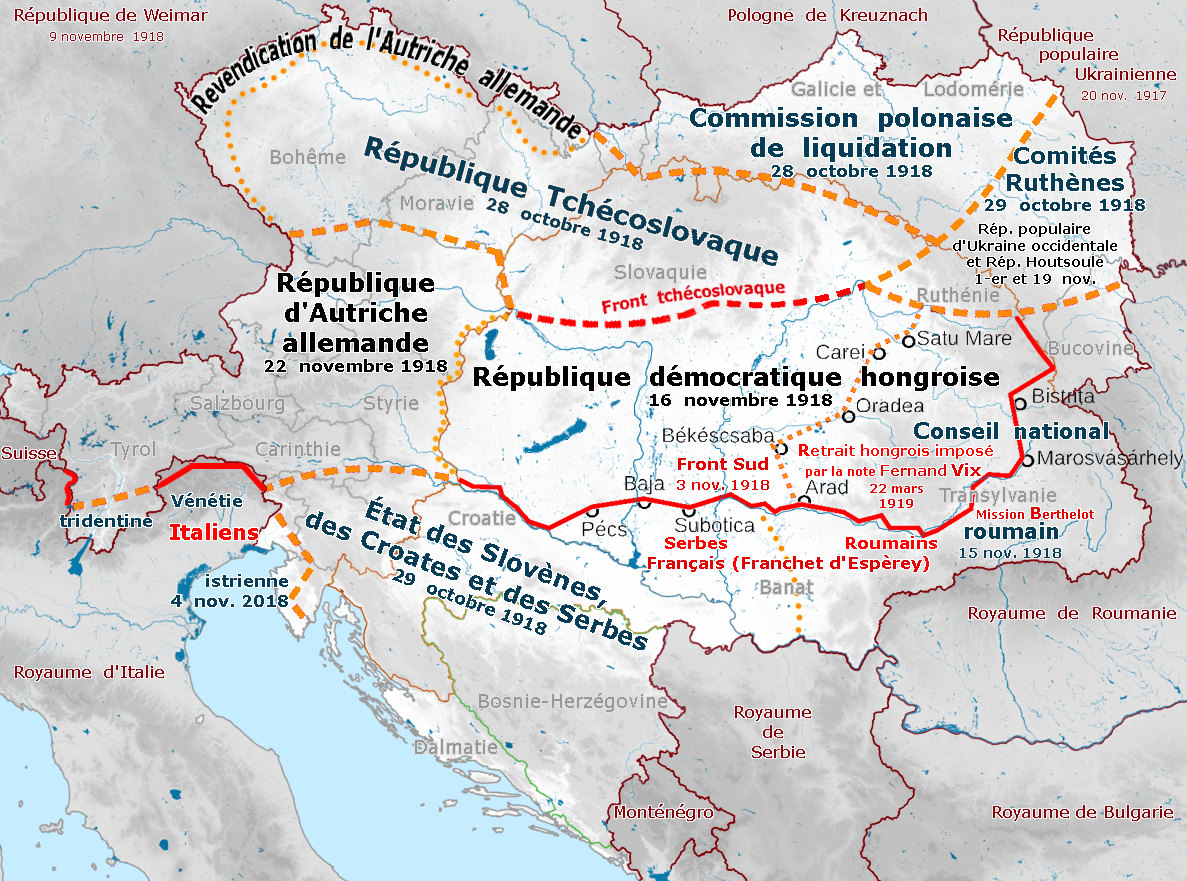
Dislocation de l'Autriche-Hongrie en 1918-19, théâtre des opérations et situation au 20 mars 1919.

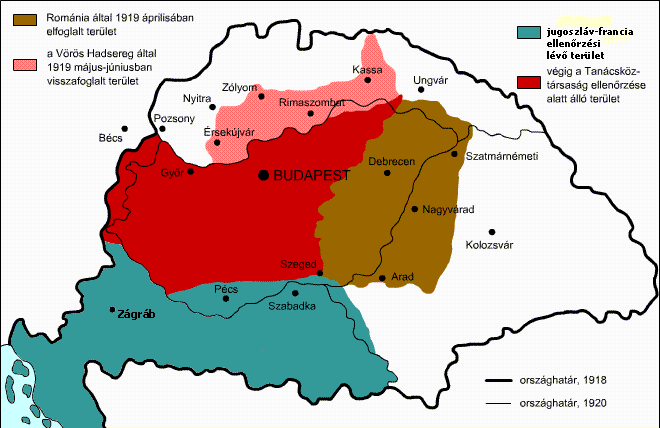
Rouge : la république des conseils.
Ocre : territoire perdu en avril 1919 face à l'Armée française de Hongrie et aux troupes roumaines.
Rose : territoire repris en mai 1919 aux Tchécoslovaques.
Bleu-vert : territoires sous contrôle de l'armée franco-serbe commandée par Louis Franchet d'Espèrey.

Géopolitique régionale dans une perspective diachronique.

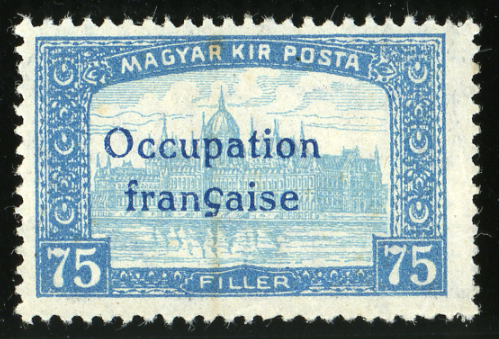
Timbre hongrois surchargé Occupation française en 1919.

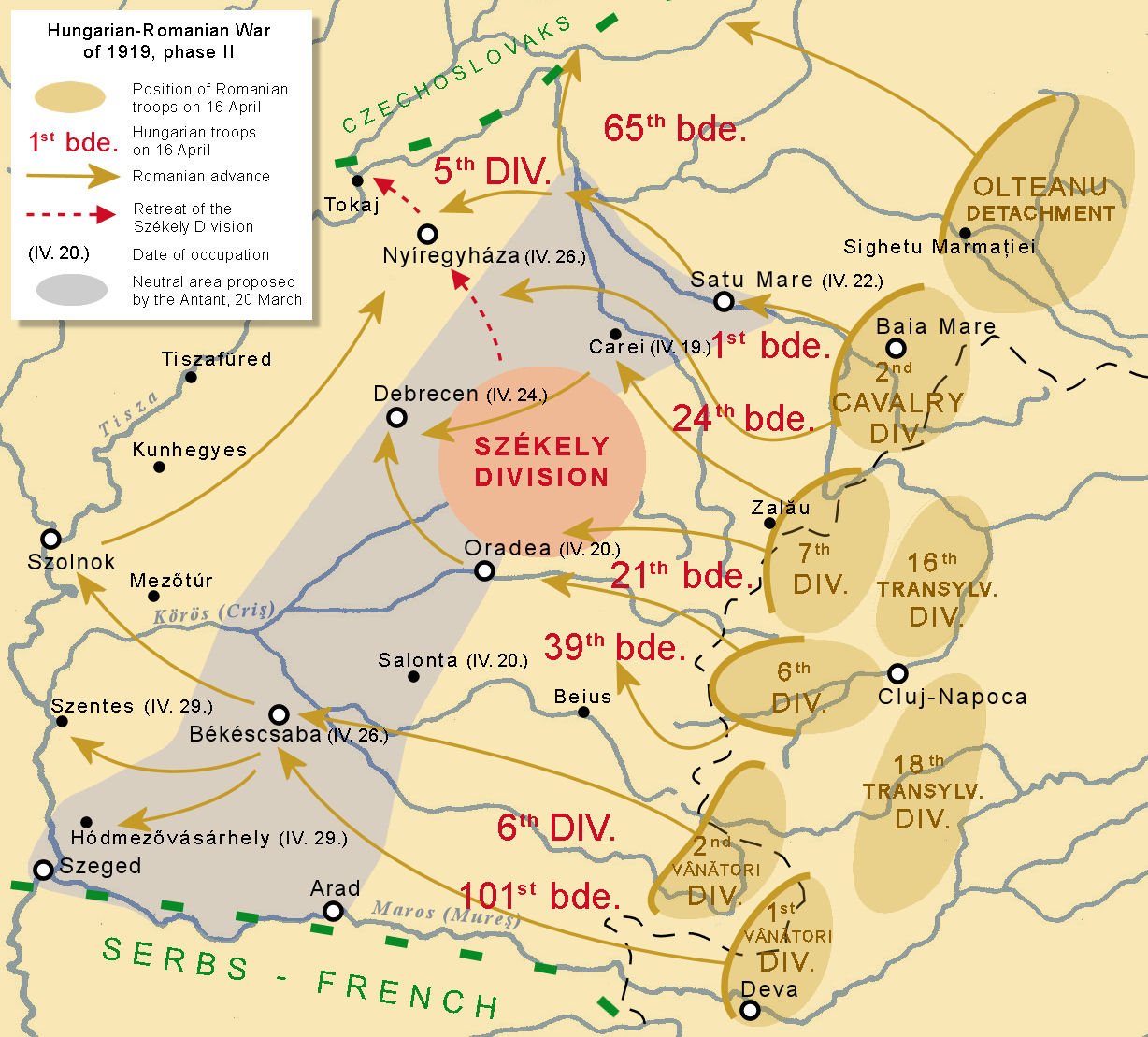
Opérations de la coalition anticommuniste durant la première phase de la guerre, à partir de la mi-avril. En gris la zone démilitarisée proposée par le conseil inter-allié du 28 février.

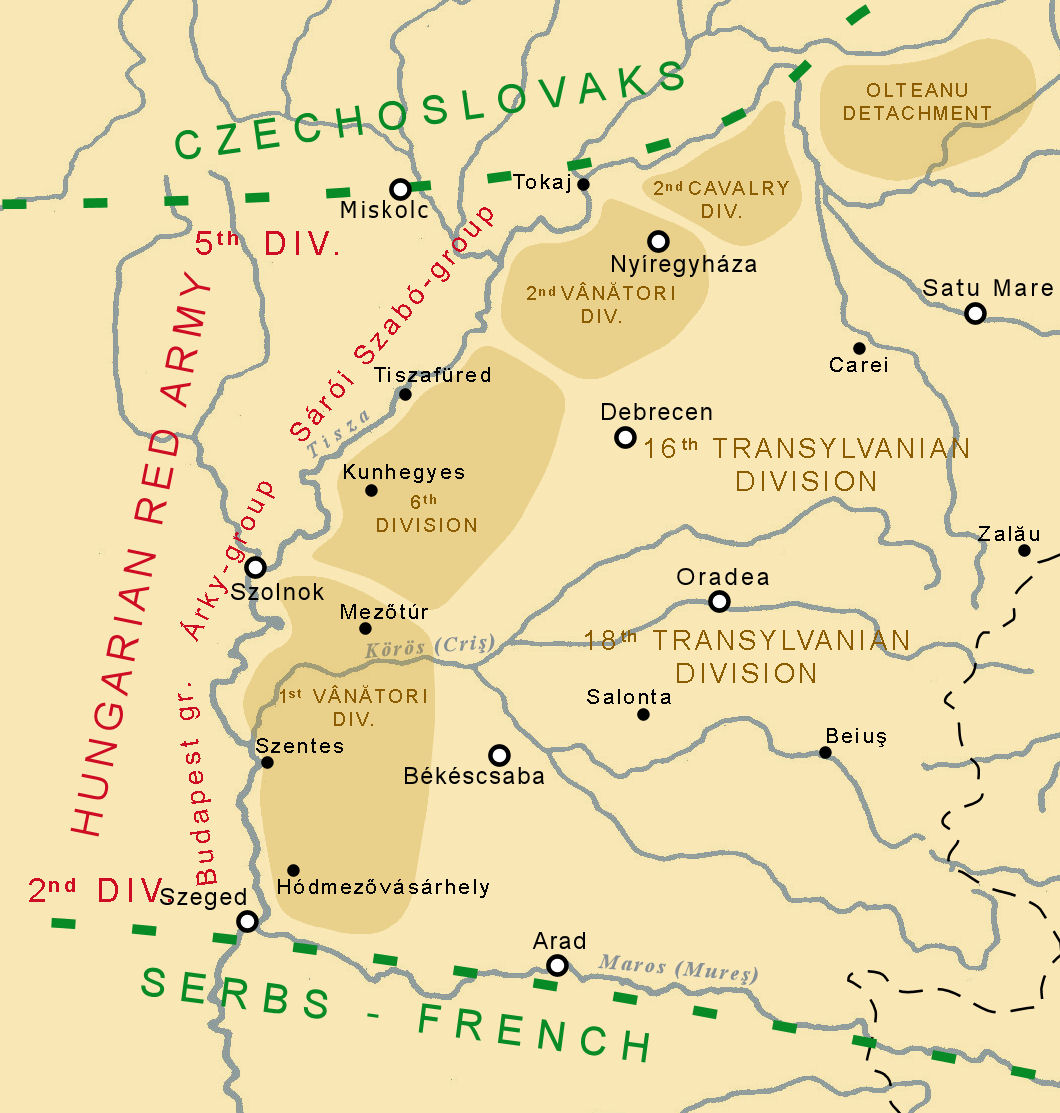
Front le 3 mai 1919.

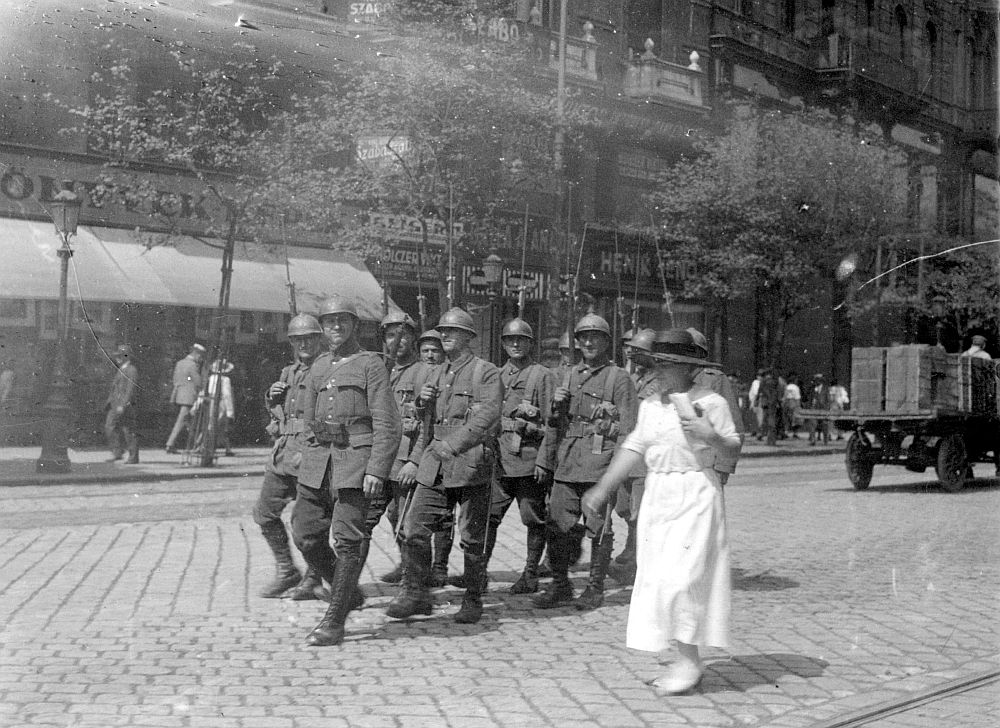
Patrouille roumaine à Budapest, juillet 1919.

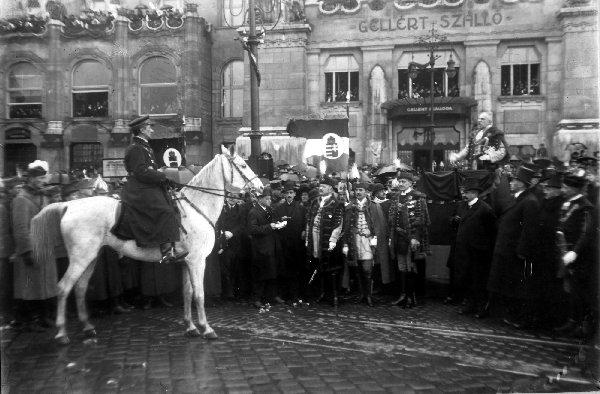
Miklós Horthy entrant à Budapest à la tête de l'« armée nationale », le 16 novembre 1919.

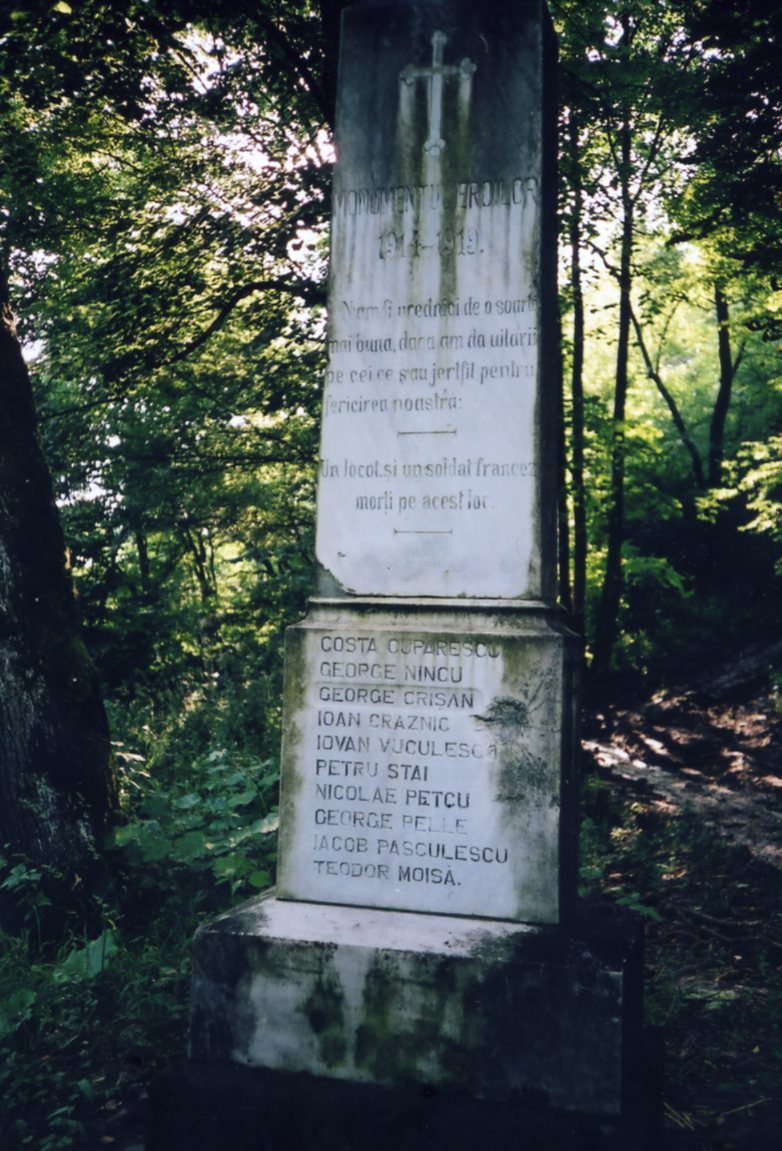
Monument aux morts de la coalition antibolchévique (1919) à Lippa. La mort d'un lieutenant et d'un soldat français de l'Armée française du Danube en ce lieu est mentionnée au-dessus de la liste, incluant un Georges Pellé.

À la fin de la Première Guerre mondiale, le 16 novembre 1918, la dislocation de l'Autriche-Hongrie permet la proclamation, le 1er décembre 1918 d'union de la Transylvanie à la Roumanie. Côté hongrois, les décisions de la conférence de Paris au sujet de la nouvelle frontière hongro-roumaine étaient inacceptables pour la République démocratique hongroise, dont le gouvernement, dirigé par Mihály Károlyi démissionne après avoir reçu le 22 mars 1919 la « note de Fernand Vix », imposant à l'armée et l'administration hongroises de se retirer à l'ouest du massif transylvain du Bihor.
Les bolcheviks magyars prennent alors le pouvoir, espérant rétablir les frontières de la Hongrie d'avant les cessions territoriales imposées par l'Entente, tandis que dans une dernière tentative de sauver sa situation, une partie de la noblesse hongroise offre la couronne hongroise à Ferdinand Ier de Roumanie, préférant une union personnelle entre la Grande Hongrie et la Roumanie dans leurs frontières de 1918, plutôt qu'un rattachement pur et simple à la Roumanie des territoires austro-hongrois à majorité roumanophone (tel qu'il fut consacré en 1920 par le traité de Trianon). Confronté à la présence des troupes alliées, Béla Kun comprend l'impossibilité de retrouver les frontières hongroises d'avant 1918 et préfère soutenir la création de républiques communistes-sœurs au Banat et en Slovaquie.
Durant les guerres antibolchéviques soviéto-polonaise de 1919-1921 et hungaro-roumaine de l'été 1919, les autorités polonaises et roumaines, soutenues respectivement par les missions françaises Faury et Berthelot, participent à l'intervention alliée pendant la guerre civile russe, craignent que le Russie soviétique et la Hongrie bolchévique ne fassent leur jonction à travers la Pocoutie et la Ruthénie : la 8e division roumaine des généraux Jacob Zadik et Nicolae Petala et la 4e division polonaise du général Franciszek Kraliczek-Krajowski prennent donc position en Pocoutie, tout en déclarant qu'elles n'intervenaient pas contre la république populaire d'Ukraine occidentale (qui n'en sera pas moins annexée par la Pologne en 1921).

## Déroulement du conflit
Pour récupérer les territoires perdus par la République démocratique hongroise, les bolcheviks hongrois décrètent la mobilisation générale et forment l'Armée rouge hongroise qui entre en conflit en avril 1919 contre les troupes tchécoslovaques dans l'ex-Haute-Hongrie devenue la Slovaquie. Cette offensive victorieuse débouche sur la prise de la majeure partie de la Slovaquie où une République slovaque des conseils est proclamée, Béla Kun étant fédéraliste. La République houtsoule ukrainienne est également prise. Au même moment, l'architecte et écrivain hongrois Károly Kós, avec le soutien de 40 000 partisans du multiculturalisme transylvain, proclame à Huedin la république socialiste de Kalotaszeg,,,. Plus au sud, dans le Banat, les bolcheviks locaux dirigés par Otto Roth proclament aussi une république des Conseils,, mais ne parviennent pas à s'imposer car ils n'ont pas assez de partisans ; les Roumains, par la voix de leur député Sever Bocou de Lipova, préfèrent proclamer leur union avec la Roumanie, et les Serbes avec la Serbie (dont les troupes occupaient le pays depuis octobre 1918).
Le 30 mai, sous la présidence de Gyula Peidl, un gouvernement hongrois opposé à la république des conseils de Hongrie est formé à Szeged, dont l'amiral Miklós Horthy est l'homme fort et le ministre de la Guerre. En juin, la conférence de la paix de Paris met un terme au conflit hungaro-tchèque, en rendant la Slovaquie à la Première République tchécoslovaque. Malgré la « terreur rouge » qu'ils pratiquent, les Alliés sont divisés sur l'attitude à adopter face au régime de Béla Kun. David Lloyd George et Woodrow Wilson adoptent des positions modérées, mais Georges Clemenceau est intransigeant face aux « complices de Lénine ».
Le Sud-Africain Jan Smuts est envoyé pour parlementer avec Béla Kun, mais pour ce dernier, le retrait de l'armée roumaine au sud de la rivière Mureș est un préalable à toute négociation : cela lui aurait permis des jonctions avec la Russie soviétique. Pour empêcher cette jonction et « contenir la menace rouge » en Transylvanie et en Bessarabie, la France maintient la mission Berthelot en Roumanie, « tête de pont de l'Entente » destinée à empêcher la jonction entre ses deux voisins communistes : la Hongrie à l'ouest et la Russie à l'est. Le plan du maréchal Foch de faire donner directement la troupe alliée contre la Hongrie, est écarté car de nombreux soldats français sympathisent avec l'idéal communiste. Ce seront les armées franco-serbe dirigées par Louis Franchet d'Espèrey et roumaine soutenue par Henri Berthelot qui sont réorganisées pour intervenir en Hongrie et chasser les communistes du pouvoir.
Les 15 et 16 avril, le régime de Béla Kun lance une offensive préventive contre l'armée roumaine, mais l'armement hérité de l'armée austro-hongroise et les munitions sont insuffisants ; quant aux bolchéviks russes, ils sont engagés dans la guerre civile russe. L'Armée rouge hongroise avance néanmoins dans le Körösvidék car les Roumains aussi sont exsangues. Le front se stabilise dans les Carpates occidentales roumaines. L'armée roumaine reçoit armes et munitions de France par la mer Noire et fin avril, elle brise les lignes hongroises, met fin à la petite république de Károly Kós et atteint la rivière Tisza. Le 2 mai, le gouvernement de Béla Kun demande la trêve.
Béla Kun vise cependant à reprendre le terrain perdu et prépare une contre-attaque : le 20 mai 1919, l'Armée rouge hongroise attaque et repousse les troupes franco-serbes, tchécoslovaques et roumaines. Mais, faute de munitions, cette seconde attaque de Kun contre les coalisés, menée entre le 17 et le 20 juillet, tourne au désastre : le 26, l'armée roumaine atteint de nouveau la rive est (gauche) de la Tisza et, dans la nuit du 29 au 30 juillet, traverse cette rivière et avance sur Budapest mettant l'Armée rouge hongroise en déroute. L'armée nationale hongroise (hu) et les troupes roumaines sont à Budapest en août 1919, évinçant le régime communiste au profit du gouvernement hongrois de Gyula Peidl, dont le ministre conservateur Miklós Horthy met en place une « terreur blanche » qui durera environ un an.

### Résumé chronologique
- Préalable (décembre 1918) : à la suite de l'union de la Transylvanie à la Roumanie, l'armée roumaine prend position en Transylvanie et dans le Nord-Est du Banat.
- Première phase (avril 1919) : l'Armée rouge hongroise tente de récupérer ces régions mais les Roumains contre-attaquent et atteignent la rivière Tisza.
- Seconde phase (août 1919) : les Roumains et l'Armée nationale hongroise (hu) défont l'Armée rouge hongroise et prennent Budapest.

## Historiographies hongroise et roumaine
Le laps de temps allant de l'union de facto des Roumains transylvains à la Roumanie (1er décembre 1918) au traité de Trianon de jure (1920) est présenté de manière différente selon les sources secondaires :
- Pour l'historiographie nationaliste hongroise et, à sa suite, internationale, toute cette période est une guerre nationale et territoriale d'une durée de deux ans et demi (1918-1920) entre la Hongrie et la Roumanie ayant pour enjeu l'appartenance de la Transylvanie à la « Grande Hongrie » ou à la « Grande Roumanie » et, entre le 1er décembre 1918 et le traité de Trianon, la Transylvanie est un « territoire hongrois sous occupation militaire roumaine » : c'est le point de vue adopté dans les ouvrages en magyar, et dans nombre de textes anglais et allemands entre autres[22].
- Pour l'historiographie roumaine, il n'y a eu ni déclaration de guerre, ni opérations militaires avant avril 1919 et après août 1919, donc la guerre ne s'inscrit qu'entre ces deux dates. Pour ces auteurs, le laps de temps entre le 1er décembre 1918 et le traité de Trianon est, en Transylvanie, une « période de collaboration hungaro-roumaine » puisque ce territoire a été conjointement administré par le « Conseil national des Roumains de Transylvanie, Banat, Crișana et Maramureș » (Consiliul Dirigint), le gouvernement hongrois d'Oszkár Jászi (en) et l'état-major du général roumain Alexandru Averescu[23],[24]. Quant à la prise de Budapest, elle marque la fin de l'« oppression séculaire » des Roumains d'Autriche-Hongrie[25] et le « début d'une nouvelle ère »[26].

Dans une perspective géopolitique élargie, la guerre d'avril-août 1919 apparaît comme une intervention militaire opposant au gouvernement bolchévik de Béla Kun une coalition anti-communiste comprenant l'armée roumaine principalement, mais aussi des troupes tchécoslovaques, serbes et françaises, ainsi que le gouvernement contre-révolutionnaire de Gyula Peidl dont le véritable maître était Miklós Horthy,,,.